# 2006년 태풍
이 문서에서는 2006년에 발생한 태풍들의 활동에 대해 기록하였다. 2006년에는 5월 9일에 제1호 태풍 짠쯔가 발생한 것을 시작으로, 연말까지 총 23개의 태풍이 발생하였다. 평균적으로 1년 동안 태풍 발생 개수가 26.7개인 것과 비교하면 낮은 수치이다.
태풍 이름 뒤에 (제명)이 붙은 이름은 인명 및 재산피해가 극심하거나, 또는 허리케인 및 사이클론의 이름과 중복되거나, 타 자연재해를 연상시킨다는 다양한 이유로 인해 아시아태풍위원회에서 최종 심사를 거쳐 태풍 이름 140개에서 제거가 된 것으로 더 이상 사용할 일이 없는 태풍 이름입니다.라는 뜻이다.

## 통계

### 월별 태풍 발생 개수
2006년 기록과 30년 평균 기록의 비교
| -                              | 1월       | 2월       | 3월       | 4월       | 5월       | 6월       | 7월       | 8월        | 9월        | 10월       | 11월       | 12월       |
| ------------------------------ | --------- | --------- | --------- | --------- | --------- | --------- | --------- | ---------- | ---------- | ---------- | ---------- | ---------- |
| 2006년 (누적)                  | 0 (0)     | 0 (0)     | 0 (0)     | 0 (0)     | 1 (1)     | 1 (2)     | 3 (5)     | 7 (12)     | 3 (15)     | 4 (19)     | 2 (21)     | 2 (23)     |
| 30년 평균 1971년~2000년 (누적) | 0.5 (0.5) | 0.1 (0.6) | 0.4 (1.0) | 0.8 (1.8) | 1.0 (2.8) | 1.7 (4.5) | 4.0 (8.5) | 5.5 (14.0) | 5.0 (19.0) | 3.9 (22.9) | 2.5 (25.4) | 1.3 (26.7) |

- 30년 평균으로 1년 동안 태풍 발생 개수가 26.7개인데 비해, 2006년에는 1년 동안 23개가 발생하여 약간 낮은 수치를 기록하였다.
- 30년 평균 기록에서는 5.5개로 8월에 태풍 발생이 가장 잦다. 2006년에도 마찬가지로 8월에 7개가 발생하며 태풍이 가장 많이 발생한 달로 기록되었다

## 활동한 태풍

### 제1호 태풍 짠쯔(제명)
2006년 제1호 태풍 짠쯔 (CHANCHU)는 5월 9일 밤 필리핀 마닐라 동남동쪽 약 1,400 km 부근 해상에서 발생하였다. 발생 후 태풍은 강도와 크기를 키워 가면서 서북서쪽으로 이동했고, 5월 11일부터 5월 13일에는 필리핀 마닐라와 그 외 중부 지역을 강타하였다. 남중국해로 빠져나온 태풍은 점차 속도를 늦추며 크게 발달했다. 5월 15일 오후 3시에 태풍은 최저 기압 925hPa과 최대 풍속 46m/s를 기록했는데, 이 때가 이 태풍의 최성기이다. 태풍은 이후 점차 약해지며 북쪽으로 이동하기 시작하였고, 방향을 동쪽으로 틀면서 중국 남부 해안에 상륙하였다. 육지에 상륙하면서 세력이 크게 약화된 태풍은 5월 19일 새벽 상하이 동쪽 해상에서 소멸되었다. "짠쯔"는 마카오에서 제출한 이름으로 진주라는 뜻이다.
태풍 짠쯔의 직접적인 영향권에 들어간 필리핀·베트남·중국 등지에서는 큰 피해가 발생했다. 발생 초기 직접적인 영향을 받은 필리핀에서 41명의 사망자가 발생했고, 베트남에서는 26명, 중국에서는 23명의 사망자가 발생하여 그 수를 합하면 90명이 된다. 또, 중국에서는 300여 명, 베트남에서는 245명의 실종자가 신고되었다. 중국에서는 태풍 피해를 막기 위해 푸젠성과 광둥성, 저장성의 주민 118만 명이 대피했고, 남중국해에서 베트남 어부들이 탄 선박이 침몰되었지만 중국 국적의 선박에게 구조되기도 했다. 소멸된 뒤에도 비구름으로 인해 대한민국 남부 지역에는 집중 호우가 쏟아지기도 했다. 이처럼 이 태풍은 동아시아 전역에 걸쳐 큰 피해를 남겨, "짠쯔"라는 이름은 사용 중지되고 "산바 (SANBA)"로 교체되었다.

### 제2호 태풍 즐라왓
제2호 태풍 즐라왓 (JELAWAT)은 6월 27일 오후 3시 필리핀 마닐라 서북서쪽 약 790 km 부근 해상에서 발생하였다. 태풍은 크게 발달하지 못한 채로, 북서쪽으로 이동하였다. 하이난섬에 이르러 진로를 북북서쪽으로 바꾼 태풍은 중국 대륙에 상륙하기 직전인 6월 29일 아침 레이저우반도 동쪽 해상에서 소멸되었다. "즐라왓"은 말레이시아에서 제출한 이름으로 물고기의 한 종류이다.

### 제3호 태풍 에위니아
제3호 태풍 에위니아 (EWINIAR)는 7월 1일 오전 3시에 미국 괌 남서쪽 해상에서 발생했다. 발생 후에는 북북서쪽으로 이동하면서 발달하여, 7월 4일 오후 9시에는 중심 기압 930hPa, 최대 풍속 50m/s의 강도 '매우 강'의 태풍으로 발달했다. 최성기를 지난 태풍은 세력이 조금씩 약해지면서 7월 8일 밤부터 북쪽으로 이동하기 시작했고, 대한민국 목포 남쪽 약 120 km 부근 해상에 위치했던 7월 10일 오전 9시에는 강도 '중'인 중심 기압 975hPa, 최대 풍속 31m/s로 약해졌다. 이후 7월 10일 전라남도 진도군에 상륙했고, 당일 밤 강원도 홍천군 부근에서 소멸되었다. "에위니아"는 미크로네시아에서 제출한 이름으로 폭풍의 신을 뜻한다.
태풍의 직접적인 영향권에 들어간 대한민국에는 태풍과 함께 집중 호우가 겹쳐 큰 피해가 발생하였고, 대한민국 정부는 피해 지역들을 특별재난지역으로 선포하였다.

### 제4호 태풍 빌리스(제명)
제4호 태풍 빌리스 (BILIS)는 7월 9일 오후 3시 괌 섬 서쪽 약 850 km 부근 해상에서 발생하였다. 태풍은 발생한 이후부터 빠른 속도로 계속 북서쪽으로 이동하면서 서서히 발달했다. 태풍은 대만 통과 직전인 7월 13일 오후 3시에 최성기를 맞이했는데, 이때 중심 기압 970hPa, 최대 풍속 31m/s의 강도 '중'의 태풍이었고, 강풍 반경은 650km로 크기로는 대형 태풍이었다. 이후 태풍은 대만 북쪽 해안을 스친 뒤, 7월 14일 오후 중국 남동부 해안에 상륙하며 세력이 약화되어 7월 15일 오후 중국 내륙에서 소멸되었다. "빌리스"는 필리핀에서 제출한 이름으로 "쾌속"을 의미한다.
이 태풍은 다른 태풍들에 비해 강한 세력을 가진 것은 아니었지만, 대형 태풍으로서의 위력을 발휘하며 직접적인 영향권에 들어간 중국에 거대한 물난리를 몰고 왔다. 후난성에서 346명, 광둥성에서 106명 등 총 530명의 사망자가 집계되었고, 주택 수천 채가 파괴되면서 3만여명이 긴급 대피해야 했다. 또한, 소멸되면서 대한민국에 수증기를 공급하여 집중호우의 원인이 되기도 했다. 이같은 큰 피해로 인해 "빌리스"라는 이름은 사용 중지되고 "말릭시 (MALIKSI)"로 교체되었다.

### 제5호 태풍 개미
제5호 태풍 개미 (KAEMI)는 7월 19일 오후 3시 괌 섬 서남서쪽 약 490 km 부근 해상에서 발생하였다. 이 태풍은 앞서 발생한 제4호 태풍 빌리스와 유사한 진로를 그리며 북서쪽으로 이동하면서 강하게 발달했다. 필리핀 마닐라 동북동쪽 약 850 km 부근 해상에 위치했던 7월 23일 오전 3시에는 중심 기압 955hPa, 최대 풍속 39m/s의 강도 '강'의 태풍으로 발달하며 최성기에 접어들었다. 7월 25일 오전에는 대만 남부 해안에 상륙하여 대만을 관통한 뒤, 같은 날 중국 푸젠성에 상륙한 뒤 7월 26일 열대저기압으로 약화 되었다.

### 제6호 태풍 쁘라삐룬(프라피룬)
제6호 태풍 프라피룬(PRAPIROON)은 8월 1일 오후 3시 중심기압 998hPa, 최대풍속 18 m/s, 강풍반경 150 km 크기 '소형'의 열대폭풍으로
필리핀 마닐라 북서쪽 해상에서 발생하였다. 발생 이후 태풍은 북서진하면서 발달하여 3일 오전 3시에 중심기압 965hPa, 최대풍속 35 m/s, 강풍반경 330km까지 발달하였으나
이후 더 이상 발달하지 못하고 중국 홍콩 서쪽에 상륙하면서 세력이 약화되어 8월 5일 오전 9시 베트남 하노이 북북동쪽 약 350 km 부근 육상에서 열대저기압으로 약화되었다.
태풍의 영향을 받은 필리핀과 중국에서 모두 94명이 사망하는 큰 피해를 입었다.
'프라피룬'은 태국에서 제출한 이름으로 비의 신을 의미한다.

### 제7호 태풍 마리아
제7호 태풍 마리아(MARIA)는 2006년의 제7호 태풍으로 일본에 영향을 주어 이즈반도와 도쿄에 400 mm가 넘는 폭우가 내린 원인이 된 태풍이다. '마리아'는 미국에서 제출한 이름으로 여자 이름을 의미한다.
8월 3일에 일본 기상청(JMA)은 미나미토리섬 남동쪽 부근 해상에서 발생한 열대 저기압을 주시하고 있었다. 이 열대저기압은 서북서쪽으로 이동하면서 느리게 발달하였다. 8월 5일 16시 30분경에 미국 합동태풍경보센터(JTWC)에서는 열대저기압이 북마리아나 제도 동남동쪽 약 740 km (460 mi) 부근 해상에 위치해있을 때 열대저기압 발생 경고령을 내렸다. 이날 후에 JMA는 열대저기압을 열대 폭풍으로 승격시켰고 '마리아(MARIA)'로 명명하였다. 마리아는 계속해서 일본 동쪽에 위치해있던 아열대성 고기압대 가장자리를 따라 서북서쪽으로 이동했다.
JMA가 첫 번째 경고령을 내렸을 때 JTWC에서는 마리아가 이오섬 동남동쪽 약 280 km (175 mi) 부근 해상에서 위치해있을 때 '열대저기압 09W'로 명명했다. 다음 날 아침에 JMA는 마리아가 10분최대풍속 95 km/h (60 mph)에 도달했다고 판단하고 강한 열대폭풍의 단계로 올렸다. 동시에 JTWC에서는 마리아가 1분최대풍속 75 km/h (45 mph)의 세력으로 도달했다고 발표했다. 또한 마리아가 서북서쪽에서 북서쪽으로 진로를 약간 바꾼 뒤에 아침 9시에 중심기압 965 hPa와 10분최대풍속 130 km/h (80 mph)의 세력이 되면서 최성기를 맞이하였다. 8월 7일에는 JTWC가 마리아가 1분최대풍속 120 km/h (75 mph)의 세력까지 도달하면서 태풍의 초기단계까지 미칠 정도로 강력해졌다고 판단했다.
8월 7일 이 날에 마리아는 북서쪽으로 이동하다가 급격하게 동북동쪽으로 방향을 틀어 일본 혼슈섬과 평행하게 진행하기 시작했다. 마리아가 우회전할 때부터 건조한 공기가 내부로 침투해 태풍이 약해지기 시작했다. 이로 인해 8월 8일에 JMA는 강한 열대폭풍의 단계로 다시 낮추었고 8월 9일에 도쿄와 매우 근접한 곳에서 상륙은 하지 않고 육지와 근소한 차이로 멀어졌으나 JMA와 JTWC 두 기관 모두 마리아를 열대 저기압으로 격하했다. 마리아는 24시간동안 열대저기압 상태로 있다가 8월 10일에 도쿄 동남동쪽 약 835 km (520 mi) 부근 해상에서 온대 저기압으로 변질되었다. 나머지 잔해는 북쪽으로 이동해 8월 14일 경에 오호츠크해에 도달하였다.
마리아는 8월 5일 오후 9시 일본 도쿄 남남동쪽 약 1110 km 부근 해상에서 중심기압 996hPa, 최대풍속 17 m/s, 강풍반경 180 km 크기 '소형'의 열대폭풍(TS)으로
발생하였다. 태풍은 발생 초기 서북서진하여 빠르게 발달하여 다음 날 정오에 중심기압 985hPa, 최대풍속 25m/s로 강한 열대폭풍(STS)으로 발달했으며
7일 오전 3시에는 중심기압 975hPa, 최대풍속 35m/s로 발달하여 태풍 일생 중 가장 강한 시기가 되었다. 태풍은 점차 북진하다가 북동진하면서 약화되기 시작하여
9일 경 일본의 동쪽 해상을 통과하였으며 8월 11일 오전 3시에 온대저기압으로 변질되었다.
일본 기상당국들은 8월 8일과 8월 9일 사이에 태풍 마리아가 도카이 지방과 간토 지방, 고신에쓰 지방, 이즈반도 등에 폭우와 강풍, 높은 파도를 가져다 줄 것으로 예상했다. 도쿄 하네다 공항에서 이륙하는 7편의 비행편이 취소되었고 여러 철도들도 임시 폐쇄되었다. 마리아가 혼슈섬과 평행하게 달리면서 많은 피해를 가져다주었는데 요코타 공군기지에서는 38.1 mm의 강수량과 34 km/h (21 mph)의 바람이 불었다. 이즈반도 여러 부분에서 48시간 강수량이 400 mm을 초과하였고 도쿄에서는 458 mm의 폭우가 내렸다. 기후현에서는 산사태가 일어나 전선이 끊어져 510가구의 전기공급이 한때 중단되었다. 1명이 부상당했고 작은 목장에서 2마리의 소가 죽었다. 지바현 최동단에 위치한 조시시에서는 홍수와 산사태가 일어나 63가구의 대피가 이루어졌다. 1명이 도쿄에서 낙뢰에 맞아 사망했고 5명이 비행기 안에서 도쿄로 가던 도중 마리아가 일으킨 대기 불안정에 의해 기체가 흔들려 부상당했다.

### 제8호 태풍 사오마이(제명)
제8호 태풍 사오마이(SAOMAI)는 8월 5일 오후 9시에 미국 괌 남동쪽 약 270 km 부근 해상에서 중심기압 998hPa, 최대풍속 17 m/s, 강풍반경 180 km
크기 '소형'의 열대폭풍으로 발생하였다. 발생 이후부터 태풍은 북서진하는 경향을 보였다.
초기의 발달은 늦었으나, 7일 오전 3시에 중심기압 985hPa, 최대풍속 25 m/s, 강풍반경 220km로 소형의 강한 열대폭풍으로 발달, 8일 오전 3시에는 중심기압 960hPa, 최대풍속 35 m/s,
강풍반경 350km로 중형의 태풍으로 격상되었다. 이후 서북서진하기 시작하면서 오키나와 남쪽 해상을 통과하기 시작하면서 급격히 발달하여
10일 오전 3시에는 중심기압 925hPa, 최대풍속 55m/s를 기록하여 맹렬한 태풍이 되었다. 그리고 11일 경 중국 상하이 남쪽 육상에 상륙하면서 급격히 약화하여
오전 9시에 열대저기압으로 약화하였다.
'사오마이'는 베트남에서 제출한 이름으로 금성을 의미한다. 이후 사오마이라는 이름이 사용 중지되어 신화 속의 산신 이름인 '손띤'이 사용된다고 한다.

### 제9호 태풍 보파
제9호 태풍 보파는 8월 6일 오후 10시에 중심기압 992hPa, 최대풍속 23 m/s, 강풍반경 200km의 소형의 열대폭풍으로 발생하였다. 태풍은 발생직후부터 제8호 태풍 사오마이에 의한 후지와라 효과로 인해 타이완을 향해 서진하기 시작하였다. 발생 1일만에 중심기압 980hPa, 최대풍속 28 m/s, 강풍반경 300km로 발달한 태풍 보파는 계속 서진하면서 8월 9일 오전 10시에는 타이완 남부에 상륙하였고, 이후 세력은 약화되어, 8월 10일 오후 4시에 중국 홍콩 남동쪽 약 250km부근 해상에서 열대저압부로 약화되었다.
그러나 일본기상청은 타이완을 관통한 직후인 8월 9일 오전 6시에 타이완 동쪽에서 열대저기압으로 약화되었다고 해석하였다.
보파(BOPHA)는 캄보디아에서 제출하였으며 꽃을 의미한다.

### 제10호 태풍 우쿵
제10호 태풍 우쿵 (Wukong) 은 8월 13일 오후 4시 30분에 일본 오키나와 동쪽 약 1070km부근 해상에서 중심기압 992hPa, 최대풍속 17 m/s, 강풍반경 290km의 소형의 열대폭풍으로 발생하였다. 발생당시에는 매우 느리게 정체하면서 서북서진 하였으나, 일본 오사카 남쪽 해상에서 진로를 서진으로 바꾸었고, 이때의 세력은 중심기압 980hPa, 최대풍속 23 m/s, 강풍반경 350km로 크기가 늘어난 상태였다. 일본기상청은 중심기압 980hPs, 최대풍속은 50kt(25 m/s)로 해석하여 강한 열대폭풍으로 해석하였다. 이 태풍은 계속 서진하면서 한반도 남쪽 해상까지 다달았다. 8월 18일 오전 4시에는 일본 큐슈지역에 상륙하였다. 이태풍은 큐슈지역 상륙후 정체하면서 다음날 오전 4시까지 큐슈 지역에 머물렀다. 큐슈지역에 머무르면서 세력은 약화되어 끝내 8월 19일 오후 4시 30분에 부산 동쪽 약 90km의 울산 인근 앞바다에서 열대저기압으로 약화되었다.

### 제11호 태풍 소나무
제11호 태풍 소나무는 8월 14일 오전 11시에 중심기압 996hPa, 최대풍속 18 m/s, 강풍반경 240km의 소형의 열대폭풍으로 발생하였다. 그러나 동쪽에서 서진하던 제10호 태풍 우쿵과의 후지와라 효과로 인해 크게 발달하지못하고 8월 16일 오전 10시 20분에 열대저압부로 약화되었다
소나무(SONAMU)는 조선민주주의인민공화국(북한)에서 제출한 이름이다.

### 제12호 태풍 이오케(제명)
2006년 8월 중순에 하와이 남동쪽에 적도 수렴대가 열대저기압대를 생성시켰다. 이 저기압은 북쪽에 아열대성 고기압대를 두고 서쪽으로 이동하면서 느리게 잘 조직되어 8월 20일, 날짜 변경선 동쪽 약 서경 10도에서 하와이의 호놀룰루 남쪽 약 1427km에 위치한 이 저기압은 2006년 동태평양 열대 저기압 1-C로 이름을 붙이게 되었다. 이 때 태평양의 수온은 약 28°C였고 이 온도는 허리케인이 강력해지는 요건을 잘 갖추어진 온도였다. 중앙 태평양 허리케인센터에서는 이 열대 저기압을 허리케인 이오케(IOKE)라고 명명했다. 이 때까지는 날짜 변경선 동쪽에 위치했으므로 태풍이 아닌 허리케인으로 이름을 붙이게 된다. 허리케인 이오케는 서북서진하며 계속 강해져 태풍의 눈이 발달했다. 날짜 변경선 근처에 다다르자 허리케인은 북서진하기 시작하며 사피어-심프슨 허리케인 등급 제4등급을 약 18시간동안 유지했다. 이후 남서쪽으로 방향을 바꾸며 풍속 169 km/h의 속력으로 약해졌다. 8월 22일에 허리케인 이오케는 존스턴 환초 남쪽 48 km 해상을 통과하였다. 8월 23일 이후 서진하기 시작한 허리케인은 빠르게 강해졌고 8월 24일 하와이 서남서쪽 1560km에 위치했을 때, 첫 번째로 사피어-심프슨 허리케인 등급 제5등급이 되었다.
제5등급을 약 18시간동안 유지하다가 허리케인 이오케는 다시 제4등급으로 약화되었으나 8월 26일, 2번째로 제5등급으로 격상된 후 서쪽에 위치한 저기압과 허리케인 앞에 있는 아열대성 고기압에 의해 허리케인은 남서쪽으로 향하기 시작하였다. 태평양은 강력한 허리케인이 만들어지는 환경을 가지고 있었었다. 미국 해양대기청에 소속한 한 기관은 허리케인 이오케가 최대풍속 350 km/h와 중심기압 860hPa가 될 것이라고 예측할 만큼 강한 상태였다. 얼마 지나지 않아 8월 27일 이오케는 중심기압이 900hPa까지 떨어져 최성기가 되었고 곧 날짜 변경선을 지나 풍속 260 km/h의 태풍으로 명칭이 바꿨다. 이때부터 일본 기상청(JMA)가 관할하는 지역에 들어왔다.
미국 합동태풍경보센터(JTWC)는 태풍 이오케를 슈퍼태풍으로 칭하였다. 태풍 이오케는 날짜 변경선을 지난 후 사피어-심프슨 허리케인 등급 제5등급을 약 12시간 동안 유지하였다. 8월 28일에는 다시 제4등급으로 약해졌으나 8월 29일에 세 번째로 다시 사피어-심프슨 허리케인 등급 제5등급이 되었고 8월 30일 JMA는 태풍 이오케의 10분최대풍속이 190 km/h이라고 보고하였다. 이날 이후로 이오케는 마지막인 세 번째로 제4등급으로 약화된후 8월 31일, 웨이크섬과 매우 가까운 지역을 풍속 249 km/h의 속력으로 통과하였다.
9월 2일에는 풍속 201 km/h의 속력으로 미나미토리섬 북쪽 80 km 해상을 통과하였다. 태풍 이오케는 점점 쇠퇴하면서 진로를 북서쪽으로 바꾸었다. 이 태풍은 일본 동쪽 약 100마일 해상에서 열대 폭풍으로 약화되었다. 열대 폭풍으로 바뀐 이오케는 북동쪽으로 속력을 빠르게 해 진행하다가 9월 5일, JTWC는 열대 폭풍에서 온대 저기압으로 격하했으나 JMA는 9월 6일까지 이오케를 열대 폭풍으로 유지하였다. 그러나 마침내 온대저기압으로 변질되어 소멸하였다고 발표하였다.
이오케(IOKE)는 '조이스'라는 남자의 하와이 원주민식 표현이다. 허리케인이 날짜변경선을 넘어오면서 태풍으로 편입된 것으로 허리케인 때의 이름이 붙어있다. 허리케인 명명 기준 이오파로 변경.(여담으로 태풍으로만 제명이 된게 아니라 허리케인도 제명된 이름이다)

### 제13호 태풍 산산
2006년 9월 9일에 일본 기상청은 열대저기압이 발생하였다고 발표하였고, 이 열대저기압이 발달하여 9월 10일 오후 9시에 미국 괌 서북서쪽 약 1140 km 부근 해상에서 태풍 산산이 되었다. 태풍 산산은 9월 12일에 중심기압 965hPa으로 SSHS 등급 '2등급 태풍'으로 계속 발달하였고, 후에 최저기압 919hPa을 기록하면서 SSHS 등급 '4등급 태풍'으로 최성기를 맞이하였다. 9월 16일 한반도에 점차 영향을 주었으며 9월 17일에 영남 지방을 중심으로 직접적인 영향을 주었다. 태풍 산산은 9월 19일 일본 삿포로 서쪽 약 340 km 부근 해상에서 중심기압 985hPa로 온대저기압으로 약화되었다. 태풍이 직접 상륙한 일본에 많은 피해를 주었다.
'산산'은 홍콩에서 제출하였으며, 소녀의 애칭이다.

### 제14호 태풍 야기
제14호 태풍 야기(YAGI)는 9월 17일 오후 3시에 중심기압 1002hPa, 최대풍속 18 m/s, 강풍반경 100 km 크기 '소형'의 열대폭풍으로
미국 괌 동북동쪽 약 1600 km 부근 해상에서 발생하였다. 발생 초기 정체하다가 서진하면서 발달하기 시작하여 20일 오전 3시에 중심기압 950hPa, 최대풍속 45m/s로
매우 강한 태풍으로 발달한데 이어서 21일 오후 9시에는 중심기압 910hPa, 최대풍속 55m/s로 맹렬한 태풍으로 기록하면서 태풍의 최성기가 되었다.
이어 방향을 전향하여 북진한 후 북동진하여 일본의 동쪽 해상으로 향하기 시작하면서 약화되기 시작해 9월 25일 오후 3시에 온대저기압으로 변질되었다.
'야기'는 일본에서 제출하였으며, 염소를 의미한다.

### 제15호 태풍 상산(제명)
상산(Xangsane)은 라오스에서 제출한 태풍의 이름으로, 코끼리를 뜻한다. 2000년에는 "샹산"으로 쓰였지만, 이후 "상산"으로 정정되었다. 2006년 필리핀과 베트남 등지에서 300여 명의 인명피해를 발생시켜 제명되었다. 이후 이름은 리피로 대체되었다.

### 제19호 태풍 시마론
시마론은 920hPa이다
관련문서 슈퍼태풍 은퇴한 태풍이름
{{본문|시마론(2006년)}}

### 제21호 태풍 두리안(제명)
두리안(Durian)은 태국에서 제출한 태풍의 이름으로, 열대과일 두리안을 뜻한다. 2001년에는 "투리안"이라고 사용하였으나, 2006년부터는 "두리안"이라고 쓰고 있다. 2006년 필리핀과 베트남에 1,400여명의 인명 피해를 발생시켜 제명되었다. 태국은 망쿳으로 이름을 대체했다.